# Francesc Andreví i Castellar
 Francesc Xavier Andreví i Castellar o Castellà (Sanaüja, Segarra, 16 de novembre del 1786 - Barcelona, 23 de novembre del 1853) fou un prevere i compositor català.

## Biografia
Fou fill de pare d'origen italià, Odon Andreví, i de mare catalana, Maria Castellà. Va començar als vuit anys a estudiar música a la Seu d'Urgell. Als 15 va passar a Barcelona per seguir la carrera eclesiàstica, i hi va estudiar orgue amb el pare Joan Quintana, organista del convent del Carme, i composició amb Francesc Queralt, mestre de capella de la catedral. Tres anys després va obtenir la plaça d'organista del convent de les Teresianes i més tard en el de les Magdalenes. Va guanyar per oposició en 1806 el mestratge de la catedral de Tarifa, que no va poder exercir a causa de la guerra del Francès. Als 21 anys va obtenir la plaça de la catedral de Sogorb, i al cap de cinc anys hi rebé les ordes sagrades. Fou mestre de capella de Santa Maria del Mar de Barcelona entre 1814 i 1819, i de les catedrals de Sogorb, València, Sevilla (1830) i la Capella Reial de Madrid (1831), càrrec aquest darrer pel qual hagué de competir amb Francisco José Olivares i Hilarión Eslava. El 1836 abandonà aquest càrrec, —en el qual el succeí Mariano Rodríguez de Ledesma— a causa de les dificultats que li suscitaren alguns dels músics de la capella, i marxà a França, on fou mestre de capella de la catedral de Sant Andreu de Bordeus (1836) abans d'establir-se temporalment a París (1845). De retorn a Barcelona el 1850, fou mestre de capella de l'església de la Mercè, responsabilitat que exercí fins a la mort, l'any 1853. A més donà lliçons particulars a musics com en Josep Reventós i Truch, Esteve Tusquets i Maignon i d'altres que més tard serien famosos.
Entre les seves obres hi ha sis misses, una missa de difunts, tres Stabat Mater, quinze motets, nou Lamentacions i un Tantum Ergo. Molt probablement, una part significativa del fons de música conservat a l'Arxiu Històric Comarcal de Cervera sigui part del que havia estat el seu arxiu personal. Als arxius de la Capella Reial de l'església de la Mercè de Barcelona es conserven un Stabat Mater, una Missa de Rèquiem, unes Lamentacions, dos miserere, l'oratori El Judici Final i el drama sacre La dolcesa en la virtut.
Durant el temps que va romandre a França publicà:
- Traité d'Harmonie: (París, 1848) del qual se'n va fer una edició en espanyol titulada: Tratado teórico de armonia y composición (Barcelona, 1848)
- Recueil de Cantiques: (París)

Es conserven obres seves als fons musicals de l'església parroquial de Santa Maria de Cornudella de Montsant (CorSM), de l'església parroquial de Santa Eulàlia de Berga (BerSE), de la catedral de Solsona (SolC), de la catedral de Girona (GiC), de la basílica de Santa Maria d'Igualada (SMI), de Salvador d'Horta Bofarull (SHB), de la catedral de Tarragona (TarC), de l'església parroquial de Sant Esteve d'Olot (SEO), de l'església parroquial de Santa Maria de Mataró (MatC) i de la catedral-basílica del Sant Esperit de Terrassa (TerC).